# No Pocky for Kitty
No Pocky for Kitty è il secondo album in studio del gruppo musicale statunitense Superchunk, pubblicato nel 1991.

## Tracce
1. Skip Steps 1 & 3 – 3:07
2. Seed Toss – 2:59
3. Cast Iron – 3:48
4. Tower – 2:47
5. Punch Me Harder – 2:13
6. Sprung a Leak – 3:01
7. 30 Xtra – 2:31
8. Tie a Rope to the Back of the Bus – 2:54
9. Press – 2:08
10. Sidewalk – 3:02
11. Creek – 1:41
12. Throwing Things – 3:26